# Tom Wax

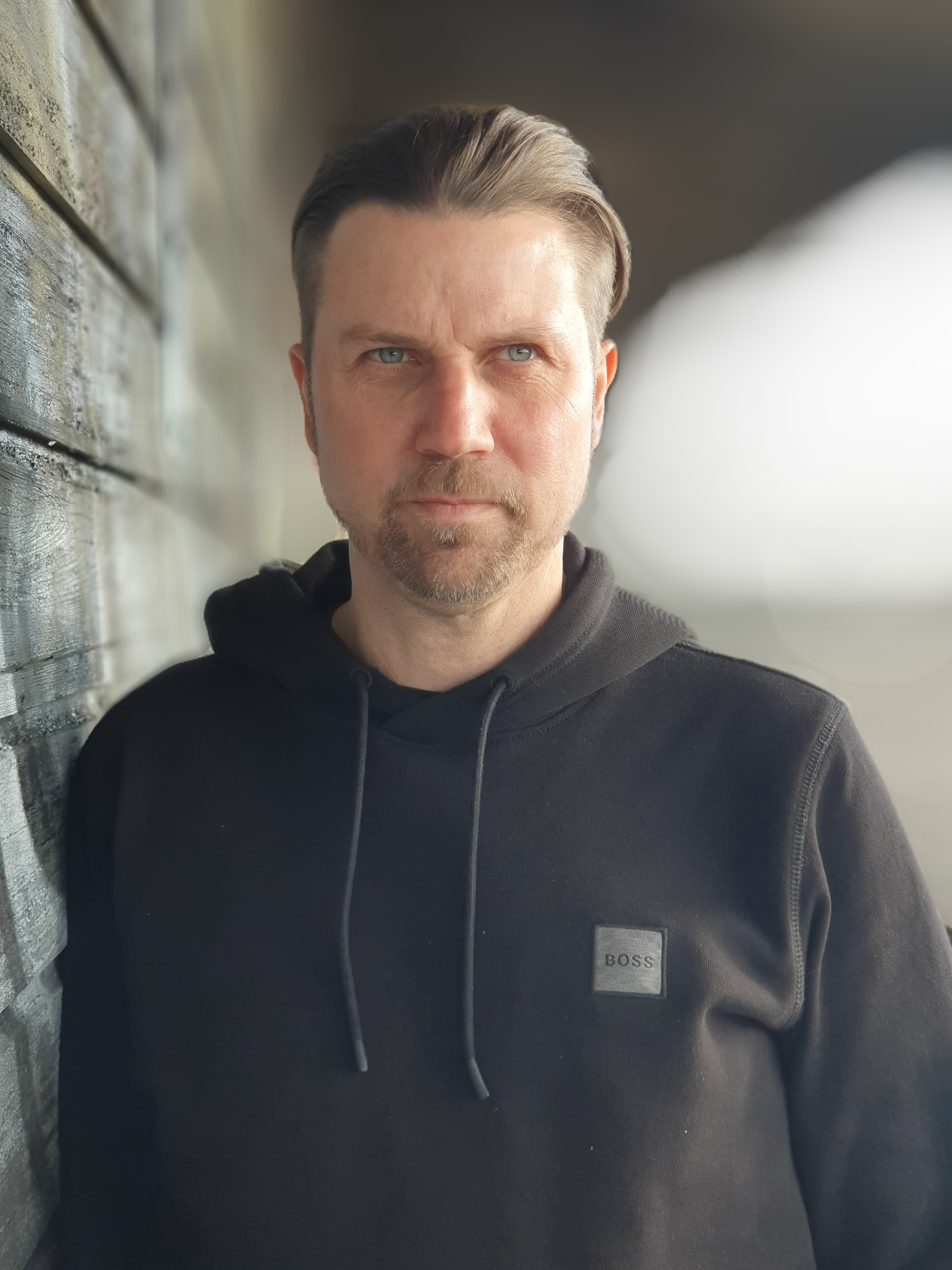
Tom Wax (2022)

Tom Wax (bürgerlich Thomas Wedel; * 19. September 1972 in Jugenheim) ist ein DJ, Produzent und Remixer im Bereich der elektronischen Tanzmusik.

## Leben
Tom Wax begann seine Tätigkeit 1988 und trat zwei Jahre später im Technoclub im Frankfurter Dorian Gray als Resident-DJ auf.
Ab 1990 trat er auch als Produzent in Erscheinung und rief Projekte wie Microbots, Arpeggiators, Psycho Drums, DJ Tom & Norman, Electric Nature und AWeX ins Leben und veröffentlichte auf Labels wie R&S Records, Overdrive, Harthouse, Plastic City und Low Spirit. Einen großen Erfolg in der Clubszene erreichte er dabei als AWeX mit It’s Our Future und Back on Plastic.
Nach kurzer Tätigkeit im Bereich A&R bei Music Research (1992) und Harthouse/EyeQ Records (1993) erweiterte er als Produzent seinen Wirkungskreis im Laufe der Jahre um sein eigenes Plattenlabel (mit angeschlossener Buchungsagentur und Musikverlag) Phuture Wax im Jahr 1995 und die Radioshow „Sounds“ auf dem hessischen Jugendradiosender You FM (2004–2009), wo er auch seit 2000 zu den Resident-DJs der „Clubnight“ gehört. Von Januar 2010 bis Dezember 2013 hatte er seine neue eigene Radio-Show „Phuture Sounds“ auf dem Online-Radiosender Big City Beats FM.
Er war Resident-DJ vom Technoclub des Dorian Gray im Frankfurter Flughafen von 1991 bis 1993 sowie von 1998 bis 2000 und im Poison Club in Düsseldorf von 1996 bis 2000.
Neben Produktionen zusammen mit Marusha, Dr. Motte, Talla 2XLC, Mijk van Dijk, CJ Bolland, Michael Wells, Kai Tracid, Mike Dearborn, Marshall Jefferson, Rummy Sharma, Ian Oliver, Boris Alexander, Franksen, Roy Ströbel alias Strobe, Terry Lee Brown Jr., The Timewriter, Simon Fava, Dan Hillson, Bill Brown, Jan Jacarta und JamX & DeLeon remixte er auch Künstler wie Erasure, Jam & Spoon, The Shamen, Hardfloor, Steve Pointdexter, The Hypnotist, Sparks, Tomcraft, Mesh, Cosmic Baby und John Starlight. Seit 2000 konzentrierte sich Tom Wax auf seine Produktionen als Solokünstler und veröffentlichte diverse Tracks auf seinen Labels Phuture Wax & Pretty Girls Don’t Dance.
Am 17. Mai 2007 führte Wax zusammen mit Boris Alexander als Gastmusiker gemeinsam mit dem Dirigenten Paavo Järvi und dem Sinfonieorchester des Hessischen Rundfunks beim Music Discovery Project die 9. Sinfonie von Antonín Dvořák auf.

## Diskografie (Auswahl)

### Alben
- 1995: AWeX – It’s Our Future
- 2006: Tom Wax – A New Life
- 2006: Tom Wax – WaxWorx – Collaborations & Remixes
- 2001: Tom Wax & Boris Alexander – Nightflight Entertainment
- 2008: Tom Wax & Boris Alexander – Do Pretty Girls Dance
- 2011: Franksen & Tom Wax – Full House
- 2012: Tom Wax & Marusha – Summertime
- 2012: Tom Wax – WaxWorx
- 2014: Tom Wax – WaxWorx 3
- 2015: Tom Wax – WaxWorx – The Classix
- 2015: Tom Wax – WaxWorx – Remixed
- 2015: Tom Wax – WaxWorx 4
- 2016: Tom Wax – WaxWorx – The Classix Remixed
- 2017: Tom Wax – WaxWorx – Remixed 2
- 2017: Tom Wax – 45 RPM
- 2018: Tom Wax – 45 RPM Remixed
- 2018: Tom Wax – WaxWorx 5
- 2019: Tom Wax – TeamWorx
- 2020: Tom Wax & Terry Lee Brown Jr. – Pieces Of Music
- 2020: Tom Wax – Driven By Passion
- 2020: Tom Wax – WaxWorx Remixed 3
- 2021: Tom Wax – Driven By Passion Remixed
- 2022: Tom Wax – Generation 72
- 2023: Tom Wax – Generation 72 Remixed
- 2023: Tom Wax – Sound Of Tomorrow
- 2023: Tom Wax – WaxWorx 6
- 2023: Tom Wax – WaxWorx Remixed 4

### EP
- 2019: Tom Wax & Ian Oliver – Sonic Empire (Remixes)
- 2024: Tom Wax & Dr. Motte & Westbam/ML – Love is Stronger

### Singles
- 1991: Brain-e – What a Bassline
- 1992: Microbots – Cosmic Evolution (Spotify)
- 1992: Arpeggiators – Freedom of Expression
- 1994: DJ Tom & Norman – Tales of Mystery
- 1994: Arpeggiators – Discover Your Innerself
- 1995: AWeX – It’s Our Future
- 1997: Tom Wax & Jan Jacarta – Wormhole
- 1998: Talla meets Tom Wax – NRG
- 2001: Tom Wax - …and then it hit me!
- 2001: Tom Wax - Wake Up
- 2006: Tom Wax & Dr. Motte – Final Celebration
- 2011: Tom Wax – It’s Our Future 2011 Updates
- 2017: Tom Wax & Strobe – Bring Sally Up
- 2019: Tom Wax & CJ Bolland – Nein Ooh Nein EP
- 2019: Tom Wax & CJ Bolland – The Return
- 2020: Tom Wax & Michael Wells – Techno Is Back
- 2020: Tom Wax, Kai Tracid & A*S*Y*S – Freedom Of Expression (Dark Acid Mix)
- 2020: Tom Wax & Aka Aka & Strobe – Music of the Future
- 2020: Tom Wax & Strobe – Thora Thora
- 2021: Tom Wax & Dr. Motte – Trip to Venus
- 2021: Tom Wax & Dr. Motte – Dark Spacer
- 2022: Tom Wax & Dr. Motte – Plur
- 2023: Tom Wax – My & Your House
- 2024: Tom Wax & Dr. Motte & Westbam/ML – Love is Stronger

### Remixe
- 1993: Erasure – Always (Mute)
- 1993: Jam & Spoon – Right in the Night + Follow Me (Sony Music)
- 1994: Sparks – When Do I Get to Sing My Way (Logic Records)
- 1994: Cosmic Baby – Loops of Infinity (Logic Records)
- 1995: The Shamen – Heal the Separation (One Little Indian)
- 1995: Andreas Dorau – Komm Wieder (ElektroMotor)
- 1995: Marusha – Unique (Low Spirit)
- 1995: Dune – Are You Ready to Fly (Urban)
- 1996: Yello – On Track (Mercury)
- 1998: Quadrophonia – Quadrophonia (More Music)
- 1998: Mellow Trax – Phuture Vibes (Polydor Zeitgeist)
- 2000: Tyrell Corp. – Running 2.0 (Polydor Zeitgeist)
- 2001: Mike & Charlie – I Get Live (Urban)
- 2001: John Starlight – Blood Angels (Superstar Recordings)
- 2002: Tomcraft – Bang Bang (Kosmo Records)
- 2003: RMB – Passport to Heaven (Universal)
- 2003: Mesh – Friends Like These (Home Records)
- 2003: Tom Wax – My Definition... (Remixed)